# Samora Correia
Samora Correia é uma cidade portuguesa sede da Freguesia de Samora Correia do município de Benavente, na antiga província do Ribatejo. A freguesia tem 321,39 km² de área e 17 698 habitantes (censo de 2021), tendo, por isso, uma densidade populacional de 55,1 hab./km². 
Emocionalmente ligada ao touro, ao cavalo, ao campino, ao rio, à charneca e à lezíria, sendo conhecida pelo seu espírito autêntico e forte. Com um orgulho profundo nas suas raízes, Samora Correia orgulha-se de ser o Puro Ribatejo.
Além da cidade, a freguesia compreende vários núcleos urbanos e rurais, incluindo o Porto Alto, Arados, Murteira, Pancas e outros. Faz fronteira com a Freguesia de Benavente e Freguesia de Santo Estêvão (Concelho de Benavente), Freguesia de Vila Franca de Xira (Concelho de Vila Franca de Xira), Freguesia de Alcochete (Concelho de Alcochete), União de Freguesias Poceirão e Marateca (Concelho de Palmela) e Freguesia de Canha (Concelho do Montijo).O limite natural a poente da região é o Rio Almansor.

## História
Foi sede de concelho entre 1300 e 1836 quando foi integrado no atual concelho (município). Era constituído por uma freguesia e tinha, em 1801, 1173 habitantes.
A sede de freguesia, a povoação de Samora Correia, foi elevada à categoria de cidade em 12 de Junho de 2009.

## Linha Cronológica
- 1186 – O rei D. Sancho I delimita as fronteiras das Ordens Militares de Avis e de Sant'Iago na região de Samora Correia, estabelecendo o território da zona.
- 1207 – É construído o fortim de Belmonte, vinculado à Ordem de Sant'Iago, estabelecendo-se os primeiros assentamentos da região, embora ainda sem grande desenvolvimento.
- 1245-1252 – Documentos indicam que já existia um povoamento na área conhecida como "Chacoteca" ou "Charneca", que depois viria a dar origem a Samora Correia.
- 1270 – O nome "Çamora" surge pela primeira vez, referindo-se a um território autónomo e a uma povoação emergente, ligada à Ordem de Sant'Iago.
- 1300 – O topónimo "Correia" é adicionado ao nome de "Çamora", refletindo uma homenagem a D. Paio Peres Correia.
- 1510 – Samora Correia recebe a sua Carta de Foral, concedida por D. Manuel I, consolidando-se como uma vila estabelecida.
- 1836 – O concelho de Samora Correia é extinto e integrado no concelho de Benavente durante a reorganização administrativa pós-Revolução Liberal.

- 2009 – Samora Correia é elevada a cidade em 12 de junho, após um longo processo de desenvolvimento e modernização.[8]

## Origem do Nome
A origem do nome de Samora Correia é um tema debatido. O nome "Çamora" foi o topónimo que mais dúvidas suscitou e a mais hipóteses deu origem. Uma delas sugere que foi dado devido a uma moura chamada Ça-a-moura, que vivia perto da Fonte do Concelho em Samora Correia. Outra teoria aponta para uma mulher chamada Çamora, familiar de D. Paio Peres Correia, fundador da vila. Há também quem acredite que o nome tenha sido uma alcunha, atribuída ao fidalgo Pedro Afonso de Çamora. Estas três hipóteses não podem ser credíveis; a primeira e a segunda não têm fundamento histórico, e na terceira hipótese, existiu uma confusão de identidades. Mas existe uma quarta hipótese que parece ser a mais credível. Esta hipótese atribuí a origem do nome "Çamora" a D. Paio Peres Correia, que terá trazido este nome de Zamora (em Espanha). O sufixo "Correia" foi provavelmente adicionado para homenagear o fundador, sendo que a vila passou a chamar-se oficialmente "Çamora Correya" no início do século XIV. Em 1830, a grafia de "Ç" foi alterada para "S", tornando-se definitivamente "Samora Correia".

## Cultura e Desporto
- Sociedade Filarmónica União Samorense (SFUS)
- Grupo Desportivo Samora Correia (GDSC)[carece de fontes?]
- Núcleo de Andebol de Samora Correia (NASC)[10]
- Associação Recreativa e Cultural Amigos de Samora (ARCAS)
- Iris FM - Rádio[11]
- Associação Jovens Samora Correia (AJSC)[12]
- Centro Cultural de Samora Correia[13]
- Associação Recreativa do Porto Alto (AREPA)

## Demografia
A população registada nos censos foi:
| Distribuição da População por Grupos Etários | Distribuição da População por Grupos Etários | Distribuição da População por Grupos Etários | Distribuição da População por Grupos Etários | Distribuição da População por Grupos Etários |
| -------------------------------------------- | -------------------------------------------- | -------------------------------------------- | -------------------------------------------- | -------------------------------------------- |
| Ano                                          | 0-14 Anos                                    | 15-24 Anos                                   | 25-64 Anos                                   | > 65 Anos                                    |
| 2001                                         | 2235                                         | 1754                                         | 7178                                         | 1659                                         |
| 2011                                         | 3158                                         | 1862                                         | 9684                                         | 2419                                         |
| 2021                                         | 2786                                         | 2073                                         | 9544                                         | 3295                                         |

## Lugares
Além da sede, a Freguesia de Samora Correia engloba as seguintes localidades:

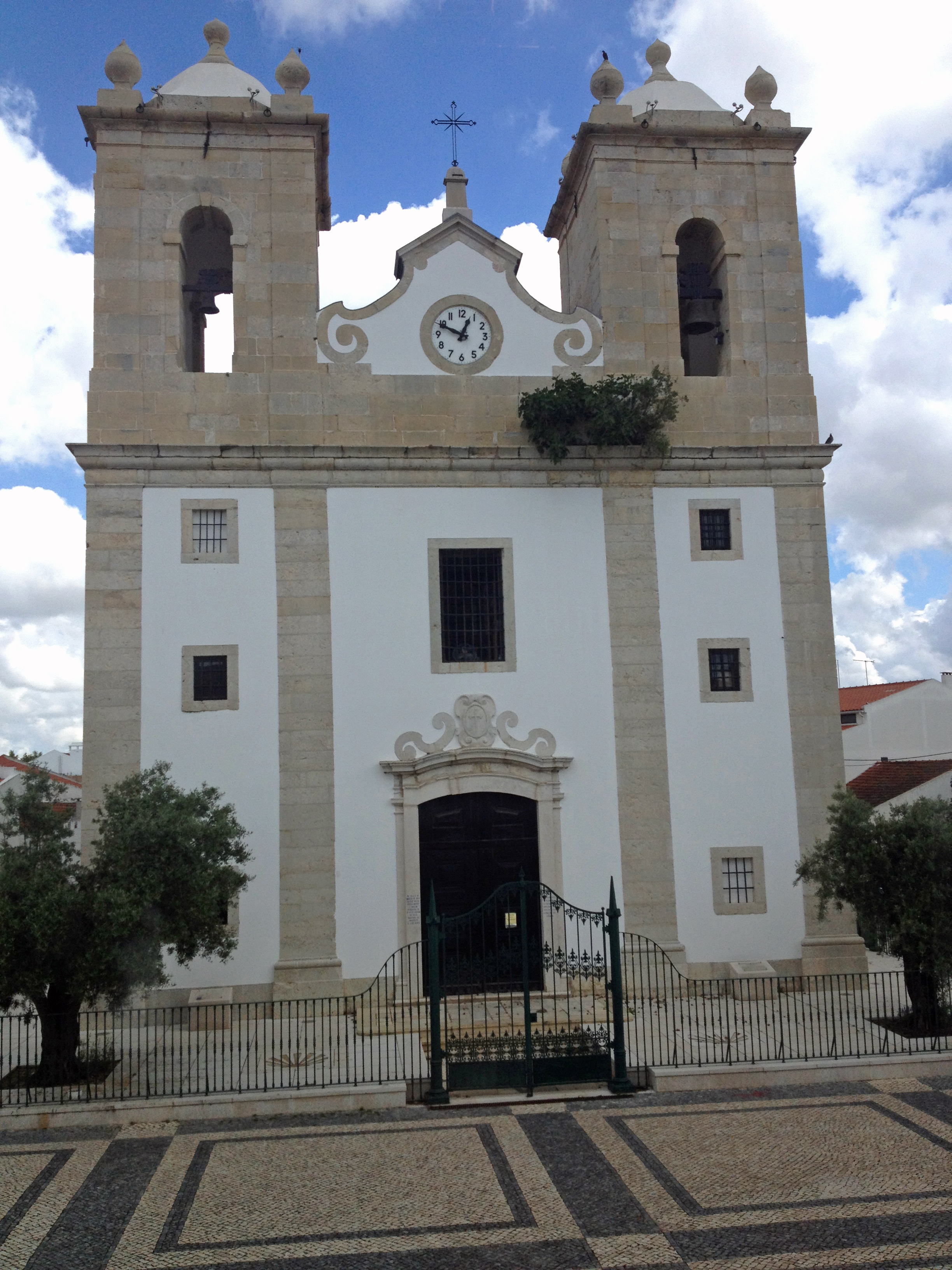
Igreja de Nossa Senhora da Oliveira.

- Porto Alto (Samora Correia)
- Arados (Samora Correia)
- Murteira (Samora Correia)
- Catapereiro (Samora Correia)
- Pancas (Samora Correia)
- Belmonte (Samora Correia)
- Baracha (Samora Correia)
- Braço de Prata (Samora Correia)
- Adema (Samora Correia)

## Património
- Palácio do Infantado
- Igreja de Nossa Senhora da Oliveira
- Igreja da Misericórdia de Samora Correia
- Quinta da Murteira
- Herdade de Pancas
- Reserva Natural do Estuário do Tejo

## Personalidades ilustres
- Barão de Samora Correia
- Professor João Fernandes Pratas
- Camora (futebolista)